# China Dolls
Die China Dolls sind ein thailändisches Popduo. Es besteht aus Pailin Rattanasangsatian (HwaHwa) (* 12. Juni 1979) und Supachaya Lattisophonkul (Bell) (* 17. März 1981).
Beide sind halbchinesischer Herkunft und haben deshalb auch schon einige Alben in Chinesisch, zusätzlich zu ihren thaisprachigen, aufgenommen. Das Duo entstand infolge eines Talentwettbewerbs eines thailändischen Plattenlabels. Ihr erstes Album Single Eyelid verkaufte sich mehr als eine Million Mal.
Vom Musikstil sind sie wohl am ehesten mit dem Pop-Duo Twins aus Hongkong vergleichbar.

## Diskografie
- Single Eyelid (1999)
- Muay nee kah (1999)
- China Guang (2000)
- Boom (2001)
- Happy New Year (2001)
- I Love You (2001)
- Ting Nong (2001)
- You Wanna Dance (2001)
- China More (2002)
- China Daeng (2002)
- B/W (2004)
- China Dance (Best of) (2004)